# 玉谷峰男
玉谷 峰男（たまや みねお、1951年2月2日 - ）は、北海道出身の元騎手。

## 来歴
1976年3月に栗東・玉谷敬治厩舎からデビューし、同20日の阪神第4競走障害5歳以上未勝利・ホリタヒーロー（7頭中3着）で初騎乗を果たす。7月24日の小倉第4競走障害4歳以上未勝利・スガクサで初勝利を挙げ、1年目の同年は2勝をマーク。
2年目の1977年には7月17日の小倉第4競走4歳未勝利・メイワソロナで平地初勝利、12月17日・18日の阪神で初の2日連続勝利を挙げるなど7勝をマーク。
1979年にはサンライズシチーで阪神障害ステークス（春）2着に入り、6月16日の札幌では初の1日2勝を挙げるなど、自身唯一の2桁勝利となる12勝をマーク。
1983年からはフリーとなり、日高育成牧場で育った抽せん馬ドミナスローズの主戦騎手として、同年のデビューから1987年の引退まで全32戦に騎乗。
1984年にはエルフィンステークスでダイアナソロンの2着、報知杯4歳牝馬特別3着、グレード制導入後最初のGIとなった桜花賞は7着に終わり、8月函館の巴賞ではヤマノシラギクに勝利。
1985年には阪急杯で桜花賞馬シャダイソフィアの2着に入り、1986年には京都牝馬特別で人馬共に唯一の重賞勝利 を挙げた。
1987年には阪神3歳ステークスでヒロノオスカーに騎乗し6着に終わったが、メジロワース・ミスターシクレノンには先着した。　　
1988年にはミスジュニヤスでラジオたんぱ杯3歳牝馬ステークス3着に入り、1989年7月30日の小倉第1競走3歳未勝利・クイックロウランで最後の勝利を挙げ、1990年2月25日の阪神第2競走4歳未勝利・キンモクセイ（13頭中5着）を最後に引退。

## 騎手成績
| 通算成績 | 1着 | 2着 | 3着 | 4着以下 | 出走回数 | 勝率 | 連対率 |
| -------- | --- | --- | --- | ------- | -------- | ---- | ------ |
| 平地     | 78  | 89  | 85  | 876     | 1128     | .069 | .148   |
| 障害     | 3   | 4   | 4   | 22      | 33       | .091 | .212   |
| 計       | 81  | 93  | 89  | 898     | 1161     | .070 | .150   |

主な騎乗馬
- ドミナスローズ（1986年京都牝馬特別）